# Edgar Bernhardt
Edgar Bernhardt (* 30. März 1986 in Nowopawlowka, Sowjetunion) ist ein kirgisischer Fußballspieler. Er war als Mittelfeldspieler auf vielen Positionen einsetzbar. Neben der kirgisischen besitzt er auch die russische und die deutsche Staatsangehörigkeit.

## Karriere

### Verein
Bernhardt hatte seine Karriere bei den unterklassigen deutschen Vereinen Preußen Espelkamp und TuS Levern begonnen, bevor er zum damaligen Regionalligisten VfL Osnabrück wechselte. Seinen ersten Einsatz für die Seniorenmannschaft bestritt er am ersten Spieltag der Regionalliga-Saison 2004/05 im Auswärtsspiel beim 1. FC Köln II, als er in der 74. Minute für Joe Enochs eingewechselt wurde. Nach zwei Jahren bei VfL Osnabrück, einigen Kurzeinsätzen in der Regionalliga und als Stammspieler der zweiten Mannschaft in der Oberliga Nord wechselte Bernhardt zur zweiten Mannschaft von Eintracht Braunschweig.
Nach einer weiteren Saison als Stammspieler in der Oberliga Nord unterschrieb er einen Vertrag beim niederländischen Zweitligisten FC Emmen. Dort kam er am ersten Spieltag der Saison 2007/08 im Auswärtsspiel bei Go Ahead Eagles Deventer zu seinem ersten Einsatz im Profifußball, als er in der 55. Minute für Morten Friis eingewechselt wurde. Sein erstes Tor im Profifußball erzielte er am zwölften Spieltag im Heimspiel gegen Helmond Sport. Jedoch konnte er sich nicht als Stammspieler durchsetzten und ging zum VfL Osnabrück zurück, für dessen zweite Mannschaft er in der Oberliga Niedersachsen-West spielte und einen Einsatz für die erste Mannschaft in der zweiten Bundesliga bestritt.
Im Sommer 2009 wechselte er zum Wuppertaler SV in die dritte Liga, für den er zwar zu mehr Einsätzen kam, jedoch in mehr als der Hälfte der Spiele als Einwechselspieler eingesetzt wurde. Bernhardt ging im August 2010 zum finnischen Erstligisten Vaasan PS. Dort konnte er sich auf Anhieb als Stammspieler durchsetzen und verlängerte seine zum Saisonende auslaufende Vertragslaufzeit um ein Jahr bis zum 31. Dezember 2011. Ab dem 1. Januar 2012 war er vereinslos. Im November 2011 hatte er ein Probetraining beim polnischen Erstligisten Legia Warschau absolviert, für den er auch in einem Testspiel zum Einsatz kam. Von einer Verpflichtung wurde jedoch abgesehen.
Ende Mai 2012 fand Bernhardt nach zuvor erfolglosem Probetraining beim deutschen Zweitligaabsteiger Hansa Rostock in Finnland einen neuen Verein. Der Erstligist FC Lahti nahm ihn bis zum Ende der Saison 2012 unter Vertrag. Dort wurde er auf Anhieb Stammspieler und erzielte in zehn Spielen zwei Treffer.
Nach zweieinhalb Monaten wechselte Bernhardt Anfang August zum polnischen Zweitligisten KS Cracovia, bei dem er einen Einjahresvertrag mit Option auf ein weiteres Jahr unterschrieb. Dort etablierte er sich als Stammspieler und stieg in die Ekstraklasa auf. In der Saison 2013/14 wurde er zu Anfang der Saison nur sporadisch eingesetzt und konnte sich erst zum Saisonende hin in die Stammelf spielen. Dennoch wechselte er nach einem erfolglosen Probetraining beim Ligakonkurrenten Zawisza Bydgoszcz nach Vertragsende erneut nach Finnland zum FF Jaro, für den er in sieben Spielen zum Einsatz kam. Zur Rückrunde der Saison 2014/15 wurde er vom polnischen Zweitligisten Widzew Łódź verpflichtet. Er unterschrieb einen Vertrag bis zum Saisonende mit einer Option auf zwei weitere Jahre und stieg mit dem Team in die 3. Liga ab. Nach elf Ligaspielen für Widzew wechselte er in die zweite thailändische Liga zum PT Prachuap FC, bevor er 2016 in den Oman zum Al-Oruba SC ging. Nach einem Probetraining beim deutschen Regionalligisten Energie Cottbus im Juni 2016 wurde er verpflichtet. Bereits im August 2016 wurde der Vertrag wieder aufgelöst, die Gründe blieben unbekannt. Am 12. August 2016 unterschrieb Bernhardt einen Vertrag beim SV Rödinghausen aus der Regionalliga West.
Zur Spielzeit 2017/18 schloss sich Bernhardt dem polnischen Zweitligisten FKS Stal Mielec an. Doch schon in der folgenden Winterpause ging er weiter zum Ligarivalen GKS Tychy. Im Sommer 2019 wechselte er dann zu Kedah FA in die Malaysia Super League. Hier spielte er bis Ende Oktober sieben Mal in der ersten Liga, der Malaysia Super League. Im November verließ er Malaysia und wechselte nach Bangladesch, wo er sich Abahani Ltd. Dhaka anschloss. Der Club aus Dhaka spielte in der höchsten Liga des Landes, der Bangladesh Premier League. Acht Monate später wechselte Bernhardt dann erstmals in seine Heimat Kirgisistan und ging zum Erstligisten FK Dordoi Bischkek. Mit dem Verein gewann er am Jahresende die nationale Meisterschaft und der Mittelfeldspieler kam dabei elfmal zum Einsatz. Anschließend wechselte er zum FK Andijon nach Usbekistan. Doch nach nur drei Ligaspielen in sechs Monaten kehrte er im Juli 2021 zum FK Dordoi Bischkek und wurde am Ende der Spielzeit erneut Meister. Bei Dordoi stand er bis Ende Februar 2022 unter Vertrag. Am 1. März 2022 wechwelte er zum Ligakonkurrenten Alga Bischkek. Nach zehn Ligaspielen ging er im Januar 2023 nach Thailand, wo er einen Vertrag beim Zweitligisten Udon Thani FC in Udon Thani unterschrieb. Am Ende der Saison 2022/23 wurde er mit Udon Thani Tabellenletzter und stieg somit aus der zweiten Liga ab. Nach dem Abstieg wurde sein Vertrag in Udon Thani nicht verlängert.
Es folgte das Ende der Profikarriere, denn Bernhardt kehrte nach Deutschland zurück und wechselte in die sechstklassige Westfalenliga zu seinem Jugendverein FC Preußen Espelkamp, verließ den Verein im Oktober aber wieder.

### Nationalmannschaft
Am 13. Dezember 2014 debütierte er in der kirgisischen Nationalmannschaft beim Freundschaftsspiel gegen China (0:4). Am 11. Juni 2015 erzielte er sein erstes Länderspieltor beim WM-Qualifikationsspiel gegen Bangladesch (3:1). Bei der Asienmeisterschaft 2019 in den Vereinigten Arabischen Emiraten erreichte er mit Kirgisistan das Achtelfinale und schied nur knapp mit 2:3 n. V. gegen die Gastgeber aus.

## Erfolge
- Kirgisischer Meister: 2020, 2021